# Beat'N'message
「beat'N'message」(ビートゥンメッセージ)は、1999年7月17日にDe-LAXが発表した楽曲、及び同曲を収録したシングル。通算7枚目のシングルである。発売元はTRIAD/HEAT WAVE。

## 解説
- 再結成後、初のシングル。前作「TONIGHT」から約7年ぶりのリリースとなった。また本作は、3rdシングル「CANDY」以来となる、3曲入りのシングルでもある。
- De-LAXのシングルではこのシングルのみ、マキシシングルとして発売された。
- このシングルから、歌詞カードの作詞作曲を手掛けたメンバーの表記が全てローマ字となっている。

## ツアー
- このシングルをひっさげ、コンサートツアー『De-LAX 1999 beat'N'message』を行った。シングルの発売と共にライブツアーを行うのは、今回が初めてのことである。現在まで、発売と共にライブツアーを行ったシングルは、本作のみである。なお、この頃のライブの模様は現在も映像化されていない。

## 収録曲
- 全曲 作詞:宙也、編曲:De-LAX

| #         | タイトル                                | 作詞      | 作曲     | 時間 |
| --------- | --------------------------------------- | --------- | -------- | ---- |
| 1.        | 「beat'N'message」                      |           | 鈴木正美 | 3:47 |
| 2.        | 「Switch」                              |           | 京極輝男 | 3:46 |
| 3.        | 「Freeze -ボクのココロはマイナス100℃-」 |           | 榊原秀樹 | 4:08 |
| 合計時間: | 合計時間:                               | 合計時間: | 11:01    |      |

## 曲解説
- 全曲 作詞:宙也、編曲:De-LAX

1. beat'N'message (3:47)
  - 作曲:鈴木正美

PVが存在するが、ベストアルバム『"20th Anniversary Premium Collection"』のDVDには、収録されていない。
5月19日、5月20日の移転後初めてとなる新宿LOFT公演のライブでは、このシングルの発売に先駆けて、本楽曲を初めて演奏し、2日共演奏された。
なお、映像化は現在も収録されていない。
2. Switch (3:46)
  - 作曲:京極輝男

5月19日の移転後初めてとなる新宿LOFT公演のライブでは、このシングルの発売に先駆けて、本楽曲を初めて演奏し、表題曲と共に演奏された。
この楽曲は、他のどのアルバムにも収録されておらず、本作のみに収録されている。
3. Freeze -ボクのココロはマイナス100℃- (4:08)
  - 作曲:榊原秀樹

5月20日の移転後初めてとなる新宿LOFT公演のライブでは、このシングルの発売に先駆けて、本楽曲を初めて演奏し、表題曲と共に演奏された。
前曲と同様に、この楽曲は、他のどのアルバムにも収録されておらず、本作のみに収録されている。

## 収録アルバム
オリジナルアルバム
- RenaiSSance (#1)